# Finales de la NBA de 2015
Las Finales de la NBA de 2015 son las series definitivas de los playoffs del 2015 y supusieron la conclusión de la temporada 2014-15 de la NBA. El título lo disputaron, al mejor de siete partidos, Golden State Warriors por la Conferencia Oeste y Cleveland Cavaliers por la Conferencia Este. Las series comenzaron el 4 de junio y finalizaron el 16 de junio de 2015, dejando a Golden State Warriors como campeón, con un resultado de 4-2. Andre Iguodala fue elegido el MVP de las Finales.

## Enfrentamientos previos en temporada regular
| Reportaje   | Fecha      | Equipos                                     | Resultado | Lugar                                    |
| ----------- | ---------- | ------------------------------------------- | --------- | ---------------------------------------- |
| Reportaje 1 | 9/01/2015  | Golden State Warriors - Cleveland Cavaliers | 112 - 94  | Oracle Arena, en Oakland (California)    |
| Reportaje 2 | 06/03/2014 | Cleveland Cavaliers - Golden State Warriors | 110 - 99  | Quicken Loans Arena, en Cleveland (Ohio) |

## Camino hacia las Finales de la NBA
La trayectoria en las eliminatorias de playoffs de ambos equipos ha sido: 
|       | Equipo                | Primera ronda                    | Semifinales de Conferencia    | Finales de Conferencia      |
| ----- | --------------------- | -------------------------------- | ----------------------------- | --------------------------- |
| Este  | Cleveland Cavaliers   | Ganó a Boston Celtics, 4-0       | Ganó a Chicago Bulls, 4-2     | Ganó a Atlanta Hawks, 4-0   |
| Oeste | Golden State Warriors | Ganó a New Orleans Pelicans, 4-0 | Ganó a Memphis Grizzlies, 4-2 | Ganó a Houston Rockets, 4-1 |

## Partidos de la Final

### Partido 1
| 4 de junio                   | Cleveland Cavaliers                                               | 100–108              | Golden State Warriors                                        | |  |  |
|                              | Parciales: 29–19, 22–29, 22–25, 25–25 (T.E.: 2–10)                |                      |                                                              | |  |  |
|                              | Estadísticas LeBron James 44 Tristan Thompson 15 James y Irving 6 | Reporte Pts Reb Asts | Estadísticas 26 Stephen Curry 7 Andrew Bogut 8 Stephen Curry | Pabellón: Oracle Arena, Oakland, California Asistencia: 19.596 espectadores Árbitros: Monty McCutchen, James Capers y Jason Phillips Televisión: ABC |  |  |
| Warriors lidera la serie 1-0 |                                                                   |                      |                                                              | |  |  |
|                              |                                                                   |                      |                                                              | |  |  |

Los Warriors derrotaron a los Cavs 108-100 después de una prórroga, cogiendo ventaja en las Finales por 1-0. El equipo de Cleveland salió muy fuerte de inicio, llegando a dominar el marcador 29-15, antes de finalizar el primer cuarto con 10 puntos de ventaja. En el segundo parcial los Warriors realizaron una gran remontada, llegando a ponerse 5 puntos arriba, 46-41, pero un parcial de 2-10 para los Cavs les hizo irse al descanso 3 arriba, 51-48.
En la reanudación se sucedieron las ventajas cortas de uno y otro equipo, acabando el tercer cuarto con igualdad a 73, situación que se repitió en el último cuarto, logrando igualar el marcador a 98 Timofey Mozgov con dos tiros libres a falta de 31 segundos para el final, sin que ninguno de los dos equipos pudiera anotar en ese tiempo. En la prórroga, un parcial de 10-0 de salida terminó por decantar el partido en favor de los Warriors.
Solo 3 jugadores de los Cavs anotaron tras el descanso, LeBron James, Kyrie Irving y Mozgov, logrando 86 de los 100 puntos del equipo. LeBron logró su récord de anotación en unas series finales con 44 puntos, aunque también batió su récord de más lanzamientos a canasta en un partido de playoffs, con 38. Por los Warriors, Stephen Curry lideró al equipo con 26 puntos, mientras que los hombres de banquillo 34 puntos por 9 de los Cavs, todos ellos de J.R. Smith.

### Partido 2
| 7 de junio         | Cleveland Cavaliers                                          | 95–93                | Golden State Warriors                                             | |  |  |
|                    | Parciales: 20–20, 27–25, 15–14, 25–28 (T.E.: 8–6)            |                      |                                                                   | |  |  |
|                    | Estadísticas LeBron James 39 LeBron James 16 LeBron James 11 | Reporte Pts Reb Asts | Estadísticas 34 Klay Thompson 10 Green y Bogut 5 Iguodala y Curry | Pabellón: Oracle Arena, Oakland, California Asistencia: 19.596 espectadores Árbitros: Scott Foster, Tony Brothers y Zach Zarba Televisión: ABC |  |  |
| Serie empatada 1-1 |                                                              |                      |                                                                   | |  |  |
|                    |                                                              |                      |                                                                   | |  |  |

Los Cavs derrotaron a los Warriors en el segundo partido de las Finales por 95-93, partido que se fue de nuevo a la prórroga, siendo la primera vez en la historia de las finales de la NBA que los dos primeros partidos acaban en el tiempo extra. Cleveland, con esta victoria, arrebataba el factor campo a los Warriors. LeBron James fue una vez más decisivo, logrando su quinto triple-doble en un partido de Finales, con 39 puntos, 16 rebotes y 11 asistencias, colocándose segundo tras Magic Johnson en la lista de jugadores con más triples-dobles en finales. James, que anotó 11 de 35 intentos, jugó 50 minutos, y anotó o asistió en 66 de los 95 puntos de su equipo. Sus 83 puntos en los dos primeros partidos le hacen colocarse como el segundo jugador con mejor registro en un arranque de finales, solo superado por Jerry West, que logró 94 entre los dos primeros encuentros de las finales de 1969. Klay Thompson lideró a los Warriors con 34 puntos, y Curry anotó 19, que fue ahogado por la fuerte defensa de los Cavs, que le dejaron en 5 de 23 lanzamientos, incluidos 2 de 15 desde la línea de 3 puntos, batiendo el récord de más errores en tiros de 3 en un partido de finales. La defensa que opuso Matthew Dellavedova durante una parte del partido le hizo fallar sus 8 lanzamientos.
Durante los tres primeros cuartos el partido estuvo igualado, con alternativas por parte de los dos equipos, sin llegar a distanciarse ninguno más allá de los 8 puntos. En el último cuarto, los Cavaliers salieron en tromba, llegando a ponerse 83-72 en el marcador, pero un parcial de 15-4 en los últimos instantes de los Warriors llevó el partido nuevamente a la prórroga. En el tiempo extra, Iman Shumpert anotó un triple, mientras que LeBron lograba dos tiros libres, para darle una ventaja de 5 a los Cavs. Sin embargo, dos canastas consecutivas de Draymond Green  y dos tiros libres de Curry daban la vuelta al marcador, 93-92. Dos tiros libres de Dellavedova pusieron a los Cavs uno arriba, y un nuevo tiro libre de James cerraba el marcador, a 4 segundos del final. En la última jugada, Curry perdió el balón, igualando los Cavs la eliminatoria.

### Partido 3
| 9 de junio                    | Golden State Warriors                                         | 91–96                | Cleveland Cavaliers                                             | |  |  |
|                               | Parciales: 20–24, 17–20, 18–28, 36–24                         |                      |                                                                 | |  |  |
|                               | Estadísticas Stephen Curry 27 Green y Ezeli 7 Stephen Curry 6 | Reporte Pts Reb Asts | Estadísticas 40 LeBron James 13 Tristan Thompson 8 LeBron James | Pabellón: Quicken Loans Arena, Cleveland, Ohio Asistencia: 20.562 espectadores Árbitros: Dan Crawford, Marc Davis y Derrick Stafford Televisión: ABC |  |  |
| Cleveland lidera la serie 2-1 |                                                               |                      |                                                                 | |  |  |
|                               |                                                               |                      |                                                                 | |  |  |

Los Cavaliers dominaron el partido en el marcador prácticamente de principio a fin, derrotando finalmente a los Warriors por 96-91. La primera mitad fue muy igualada, con los Cavs dominando el primer cuarto por 4 puntos, que subieron hasta los 7 en el descanso, para dejar el marcador en 44-37. Fue en el tercer cuarto cuando el equipo de Cleveland puso distancia en el marcador, con un parcial de 28-18 que dejaba el marcador con 17 puntos de ventaja y únicamente 55 puntos anotados por Golden State en los tres primeros cuartos, su peor registro de toda la temporada.
A pesar de ello, los Warriors llegaron a colocarse a un solo punto en el último cuarto, 81-80, con Curry anotando 17 de los 36 puntos del equipo en ese periodo. Pero en ese momento, Dellavedova anotó una canasta y tiro libre adicional, poniendo 4 arriba a su equipo. Tras una pérdida de balón de Curry, un triple de LeBron James llevó la diferencia hasta los 7 puntos, 87-80, que ya no podría ser remontada.
James lideró las estadísticas del partido en anotación, con 40 puntos, a los que añadió 12 rebotes, 8 asistencias y 4 robos de balón. En los tres primeros partidos ha conseguido 123 puntos, la mejor marca en 3 encuentros de Finales de la NBA de toda la historia para un jugador. Dellavedova anotó 20, su mejor marca hasta este momento en un partido de playoffs. Curry lideró a los Warriors con 27 puntos. Esta victoria supone la primera vez en la historia de la franquicia de los Cavs que se ponen por delante en el marcador de unas finales, además de ser su primera victoria local en este tipo de partidos.

### Partido 4
| 11 de junio        | Golden State Warriors                                             | 103–82               | Cleveland Cavaliers                                               | |  |  |
|                    | Parciales: 31-24, 23-18, 22-28, 27-12                             |                      |                                                                   | |  |  |
|                    | Estadísticas Iguodala y Curry 22 tres jugadores 8 Green y Curry 6 | Reporte Pts Reb Asts | Estadísticas 22 Timofey Mozgov 13 Tristan Thompson 8 LeBron James | Pabellón: Quicken Loans Arena, Cleveland, Ohio Asistencia: 20.562 espectadores Árbitros: Joe Crawford, Mike Callahan y Ken Mauer Televisión: ABC |  |  |
| Serie empatada 2-2 |                                                                   |                      |                                                                   | |  |  |
|                    |                                                                   |                      |                                                                   | |  |  |

Los Warriors derrotaron a los Cavs 103-82 en el cuarto partido de las finales, igualando la serie a 2 victorias, y recuperando el factor campo. Los locales anotaron los 7 primeros puntos del partido, pero rápidamente los Warriors remontaron hasta acabar el primer cuarto 31-24. En el segundo cuarto LeBron James chocó contra una cámara detrás de la canastas produciéndose una brecha en la cabeza, tras la cual continuó jugando, pero que le pasó factura, ya que acabó el encuentro con solo 20 puntos, 21 por debajo de su promedio en esta serie. Eso sí, rozó el triple-doble al coger 12 rebotes y repartir 8 asistencias. Al descanso se llegó con 42-54, 12 arriba el equipo de Stephen Curry.
Tras la reanudación, los Cavaliers redujeron distancias, llegando a ponerse a 3 puntos, acabando el tercer cuarto 6 abajo (70-76). Pero fue un espejismo, ya que en último cuarto, un penoso 2 de 18 lanzamientos de campo por parte de los Cavs permitió a los Warriors sentenciar el partido de forma rotunda. Nuevamente la aportación del banquillo de Cleveland fue desastrosa, con J.R. Smith fallando sus ocho intentos desde la línea de 3 puntos (para un total de 4 de 27), y consiguiendo en total de siete puntos los no titulares. Timofey Mozgov lideró a los Cavs con 28 puntos, y Matthew Dellavedova, con calambres en las piernas y tras pasar por el hospital por una deshidratación, consiguió 10. Así, el héroe de la noche fue Andre Iguodala, que hizo valer sus 22 puntos y 8 rebotes, para que Warriors se llevara el partido e igualara la serie.

### Partido 5
| 14 de junio                  | Cleveland Cavaliers                                          | 91–104               | Golden State Warriors                                             | |  |  |
|                              | Parciales: 22-22, 28-29, 17-22, 24-31                        |                      |                                                                   | |  |  |
|                              | Estadísticas LeBron James 40 LeBron James 14 LeBron James 11 | Reporte Pts Reb Asts | Estadísticas 37 Stephen Curry 10 Harrison Barnes 7 Andre Iguodala | Pabellón: Oracle Arena, Oakland, California Asistencia: 19.596 espectadores Árbitros: Monty McCutchen, James Capers y Jason Phillips Televisión: ABC |  |  |
| Warriors lidera la serie 3-2 |                                                              |                      |                                                                   | |  |  |
|                              |                                                              |                      |                                                                   | |  |  |

Los Warriors derrotaron a los Cavaliers en el quinto partido de la serie final por 104-91, colocándose 3-2, a una victoria del título. En los tres primeros cuartos hubo igualdad en el marcador, con ventajas para uno y otro equipo que nunca superaron los 7 puntos. Al final del primer cuarto se llegó con empate a 21, y al descanso, Golden State ganaba por 1 punto, 51-50.
El último cuarto comenzó con una ventaja de seis puntos para el equipo californiano, pero un parcial de 13-6 de los Cavs igualó la situación. A falta de 7:30 para el final, LeBron James ponía por delante a su equipo, con un increíble triple desde más de 8 metros. Pero la reacción de los Warriors no se hizo esperar, y en la jugada siguiente Curry anotaba otro triple inverosímil, que inició un parcial de 25-11 que acabaría dando la victoria al equipo local. Curry anotó 37 puntos con 13 de 23 en tiros de campo, logrando 17 de esos puntos en el último y definitivo cuarto.
LeBron James logró su segundo triple-doble de las finales, con 40 puntos, 14 rebotes y 11 asistencias. Fue su sexto triple-doble en unas finales de su carrera, pasando a ocupar el segundo puesto en el ese ranking, solo superado por Magic Johnson, que logró 8. Se convirtió en el segundo jugador en la historia de las Finales de la NBA en anotar 40 puntos en un triple-doble, tras lo conseguido por Jerry West en las finales de 1969. Fue además responsable de 70 de los 91 puntos anotados por los Cavs en el quinto partido (40 anotados, 30 asistidos). Lideró a su equipo en puntos, rebotes y asistencias. Es el primer jugador en lograrlo en dos ocasiones en unas finales.

### Partido 6
| 16 de junio                | Golden State Warriors                                                | 105–97               | Cleveland Cavaliers                                         | |  |  |
|                            | Parciales: 28-15, 17-28, 28-18, 32-36                                |                      |                                                             | |  |  |
|                            | Estadísticas 25 Iguodala y Curry 11 Draymond Green 10 Draymond Green | Reporte Pts Reb Asts | Estadísticas LeBron James 32 LeBron James 18 LeBron James 9 | Pabellón: Quicken Loans Arena, Cleveland, Ohio Asistencia: 20.562 espectadores Árbitros: Scott Foster, Derrick Stafford y Marc Davis Televisión: ABC |  |  |
| Warriors gana la serie 4-2 |                                                                      |                      |                                                             | |  |  |
|                            |                                                                      |                      |                                                             | |  |  |

La serie se trasladó de nuevo a Ohio, para el sexto partido. El equipo de California, liderado por Stephen Curry, que acabó con 25 puntos, comenzó muy bien el encuentro con un parcial de 28-15 al término del primer cuarto. A la conclusión de la primera mitad, el encuentro llegó igualado con un marcador de 45-43, pero de nuevo, un inicio fulgurante de Golden State, zanjó el tercer cuarto con un parcial de 28-18, que fue decisivo para el resultado final.
El último cuarto fue un intercambio de golpes por ambos equipos con una buena actuación de J.R. Smith en los minutos finales (acabó con 19 puntos) y los dos dobles dobles del pívot ruso Timofey Mozgov (17 puntos, 12 rebotes, 4 tapones) y Tristan Thompson (15 puntos, 13 rebotes), pero no fue suficiente para frenar el talante ofensivo de Curry y Andre Iguodala, que acabó el encuentro con 25 puntos y que fue nombrado MVP de las Finales por su gran aportación durante toda la serie. Así, el encuentro finalizó con un tanteo de 105-97, dejó la serie en 4-2 y convirtió a Golden State en Campeón de la NBA.
Por su parte, junto a Curry e Iguodala, el alero Draymond Green también se consagró como un jugador clave al aportar un triple doble con 16 puntos, 11 rebotes y 10 asistencias.
Con este título, Golden State Warriors, completa una temporada de ensueño con su segundo título como franquicia, después de 40 años (1975), tras ser el equipo con mejor marca de la liga (67-15), y con la designación de Curry como MVP de la temporada regular.